# Salvinorină A
Salvinorina A este un drog psihoactiv care se regăsește în specia vegetală Salvia divinorum, fiind considerată a fi una dintre cele mai puternice halucinogene disociative.
Diferă față de alte halucinogene de origine naturală (precum DMT, psilocibină sau mescalină) prin faptul că nu conține atomi de azot, nefiind un alcaloid ci un terpenoid.